# Ría de San Salvador
La ría de San Salvador o de Tijero, menos comúnmente llamada de Pontejos o de Gajano, separa los municipios cántabros de Marina de Cudeyo y Medio Cudeyo. Se forma a partir del arroyo de Romanillo entre las localidades de Heras y Gajano y, tras casi 5 km de recorrido, desemboca en la bahía de Santander a la altura de Pontejos, poco después de juntarse con la ría de Solía (río Mina). Este último tramo es también conocido como ría de Astillero.
- Datos: Q23992456